# Brachymenium paradoxum
Brachymenium paradoxum är en bladmossart som beskrevs av Arthur Jonathan Shaw 1987. Brachymenium paradoxum ingår i släktet Brachymenium och familjen Bryaceae. Inga underarter finns listade i Catalogue of Life.